# MMo – Brianza
Die MMo – Brianza war eine der ersten Dampflokomotiven der Eisenbahn Mailand–Monza (MMo).
Die Maschine wurde 1840 von Cockerill in Seraing/Belgien gebaut.
Sie hatte Außenrahmen sowie Innenzylinder und war eigentlich für ihre Zeit etwas unterdimensioniert.
Bei der MMo erhielt sie den Namen BRIANZA.
Als die MMo 1851 verstaatlicht wurde, kam sie mit demselben Namen zur Lombardisch-venetianischen Staatsbahn (LVStB), von der sie vor 1856 ausgemustert wurde.